# レバノン共産党
レバノン共産党（アラビア語:الـحـزب الشـيـوعـي اللبـنـانـي）はレバノンの政党。1924年に結党された。青年組織「レバノン民主青年同盟」（世界民主青年連盟加盟）。このほかに、独自の民兵組織を持っており、レバノン内戦では敵対勢力と激しく戦った。ベイルートに党本部を置く。機関紙は「サーウト・アル＝シャーイブ」（人民の声）。

## 歴史
1924年、フランスの委任統治下のレバノンで結党。党の当初の名前は「レバノン人民党」だった。これは、「共産党」という名前にすると、ボリシェヴィキの系列と見做され、フランス当局に弾圧される恐れがあるためであった。その後、「シリア・レバノン共産党」となる（1944年にシリア共産党とレバノン共産党に分かれる）が非合法化される。
党創設初期の在籍していた著名な党員にはミシェル・アフラクなどがいた。しかし、アフラクは共産党がフランスの植民地政策を支持し始めたことに幻滅して離党。第二次世界大戦中は幾らか弾圧が緩やかになったものの、共産党はフランスによる統治下では専ら地下活動に時間を費やした。
1943年にレバノンがフランスから独立すると、共産党は合法化され、同年行われた国民議会選挙に候補者を擁立するが議席を獲得出来ず、1947年の選挙でも全員が落選。翌1948年に再度非合法化された。
その後、進歩社会党 との共闘で活動し、1970年に再度合法化される。1972年の国民議会選挙での国政進出は叶わなかったものの、この頃に党独自の民兵組織を立ち上げる。彼らは非常によく訓練されていたと言われ、レバノン内戦ではパレスチナの民兵などと協力してイスラエル国防軍や南レバノン軍などと武力衝突を繰り広げた。
1980年代に入ると共産党の影響力に陰りが見え始め、1987年の党大会では、ソビエト連邦への依存を嫌い独自路線を追求していた当時の党首のジョージ・ハウィを追い出そうとする動きもあった（結果としてこの計画は失敗しハウィは留まった）。またイスラム原理主義者の進出によって党幹部や一般党員が数多く殺害された。
レバノン内戦の終結とソビエト連邦の崩壊という重大事件は、共産党に大きな影響を与え、ハウィ含む共産党指導部が入れ替わり、その後も選挙の際には候補者を出しているものの、議席獲得に成功はしていない。
2005年にハウィが暗殺される。ハウィはかねてからシリアを批判していたため、親シリアの武装勢力に殺されたのではないかと言われている。